# 4862 Loke
A 4862 Loke (ideiglenes jelöléssel 1987 SJ5) a Naprendszer kisbolygóövében található aszteroida. Poul Jensen fedezte fel 1987. szeptember 30-án.